# Dismantling Devotion
Dismantling Devotion è il secondo album in studio registrato dalla band death/doom metal Daylight Dies, pubblicato nel 2006 dalla Candlelight Records.

## Tracce
1. A Life Less Lived – 8:23
2. Dead Air – 5:23
3. A Dream Resigned – 7:28
4. All We Had – 6:55
5. Solitary Refinement – 5:23
6. Strive to See – 6:39
7. Lies that Bind – 5:53
8. Dismantling Devotion – 6:59

## Formazione
- Nathan Ellis - voce
- Barre Gambling - chitarra
- Charley Shackelford - chitarra
- Egan O'Rouke - basso
- Jesse Haff - batteria